# غراهام كوندون
غراهام كوندون هو منافس ألعاب قوى وسياسي نيوزيلندي، ولد في 11 فبراير 1949، وتوفي في 8 سبتمبر 2007 بسبب حادث مرور.

## وصلات خارجية
- غراهام كوندون على موقع Paralympic.org (الإنجليزية)
- غراهام كوندون على موقع اللجنة البارالمبية النيوزيلندية (الإنجليزية)